# Championnat du Tchad de football 2011
La saison 2011 du Championnat du Tchad de football n'est pas disputé cette année. Par conséquent, les places continentales sont attribuées aux meilleures équipes du championnat 2011 de la Ligue de N'Djaména.
C'est le Foullah Edifice FC qui remporte la compétition cette saison après avoir terminé en tête du classement final, avec huit points d'avance sur le tenant du titre, Tourbillon FC. 

## Les clubs participants
- Foullah Edifice FC
- Tourbillon FC
- Renaissance Football Club
- AS DGSSIE
- Gazelle Football Club
- Association sportive CotonTchad
- Elect-Sport FC
- Postel 2000
- Toumaï FC
- Geyser FC

## Compétition

### Classement
Le barème de points servant à établir le classement se décompose ainsi :
- Victoire : 3 points
- Match nul : 1 point
- Défaite : 0 point

| Rang | Équipe                          | Pts | J  | G  | N | P  | Bp | Bc | Diff |
| ---- | ------------------------------- | --- | -- | -- | - | -- | -- | -- | ---- |
| 1    | Foullah Edifice FC              | 43  | 18 | 14 | 1 | 3  | 34 | 11 | +23  |
| 2    | Tourbillon FCT                  | 35  | 18 | 11 | 2 | 5  | 33 | 15 | +18  |
| 3    | Renaissance Football ClubC      | 32  | 18 | 9  | 5 | 4  | 26 | 15 | +11  |
| 4    | AS DGSSIE                       | 32  | 18 | 9  | 5 | 4  | 23 | 16 | +7   |
| 5    | Gazelle Football Club           | 26  | 18 | 7  | 5 | 6  | 18 | 16 | +2   |
| 6    | Association sportive CotonTchad | 26  | 18 | 8  | 2 | 8  | 24 | 23 | +1   |
| 7    | Elect-Sport FC                  | 24  | 18 | 6  | 6 | 6  | 27 | 26 | +1   |
| 8    | Postel 2000                     | 14  | 18 | 3  | 5 | 10 | 18 | 30 | -12  |
| 9    | Toumaï FC                       | 13  | 18 | 3  | 4 | 11 | 13 | 24 | -11  |
| 10   | Geyser FCP                      | 6   | 18 | 1  | 3 | 14 | 13 | 53 | -40  |

|  | Qualification pour la Ligue des champions de la CAF 2012                                              |
|  | Qualification pour la Coupe de la confédération 2012                                                  |
|  | Relégation en Deuxième division                                                                       |
|  | T : Tenant du titre C : Vainqueur de la Coupe de la Ligue de N'Djaména P : Promu de Deuxième division |

## Bilan de la saison
| Championnat du Tchad de football 2011          |                           |
| Champion                                       | Foullah Edifice FC        |
| Coupes et trophées                             |                           |
| Vainqueur de la Coupe de la Ligue de N'Djaména | Renaissance Football Club |
| Qualifications continentales                   |                           |
| Ligue des champions de la CAF 2012             | Foullah Edifice FC        |
| Coupe de la confédération 2012                 | Renaissance Football Club |
| Promotions et relégations                      |                           |
| Promus en Première Division                    | AS GGMIA                  |
| Relégués en Deuxième Division                  | Geyser FC                 |
| Relégués en Deuxième Division                  | Toumaï FC                 |